# ボラクチン (バトゥ皇妃)
ボラクチン（ボラクチン・ハトゥン）（モンゴル語: Борогчин(Борогчин хатан)、ロシア語: Боракчин(Боракчин-хатун)、? - 1257年）はチンギス・カンの孫バトゥの妻（ハトゥン）である。ウラクチがジョチ・ウルスのハーンに即位した際には、まだ幼少だったウラクチの摂政を務めた。アラブの史料によれば、その管理能力には幅広い知恵と能力が備わっていたと記されている。

## 生涯
ボラクチンは、モンゴル東部を遊牧していたが1202年にテムジン（チンギス・カン）の命でその大部分を壊滅させられた、タタル部アルチ氏族の出身であった。なお、ラシードゥッディーンの『集史』では、オゴデイの第一皇后の名もボラクチンと記されている。史料上に言及はないが、これを、1241年にオゴデイが死亡し、オゴデイの皇后のうちのドレゲネが権力を握ったがゆえに、バトゥの元に逃れたとする（両者を同一人物とみなす）説がある。
バトゥの妻ボラクチンに関する最古の記事は、『ガーリチ・ヴォルィーニ年代記』の1250年の項である。すなわち、「バトゥの本陣を初めて訪れたガーリチ・ヴォルィーニ公国の統治者ダニールは、バトゥの後に、皇后ボラクチンにも拝謁した」という趣旨の記述である。バトゥには26人の妻がいたが、現代に名の記録が残されているのはボラクチンのみである。また、バトゥの子としてはサルタク、トクカン、エブゲンがいたが、このうちサルタクの母はボラクチンであるとみなされている。なお、トクカンの母がボラクチンか否かは、トクカンがバトゥの死（1255年または1256年）後に結婚したという記述、トクカンの子のトゥダ・マング(ru)の推定年齢が論拠となる。
バトゥ、サルタクが相次いで死亡すると、ジョチ・ウルスの統治者にはモンゴル帝国皇帝（大ハーン）のモンケの命によってウラクチが立てられ、ボラクチンは摂政となった。しかし程なくしてウラクチもまた死亡し、ベルケに統治者の地位が渡ることになった。これに対しボラクチンは、トゥダ・マングを統治者に立て、自身が摂政の地位に着くことを画策した。また、ジョチ・ウルス内にボラクチンに賛同するものはあらわれなかったため、中東制圧(ru)中のフレグに支援を求めた。しかしボラクチンの画策は失敗し、1257年、イランに亡命しようとしたが逃れえずに処刑された。